# Louis Berlinguet
Pour les articles homonymes, voir Berlinguet.
Louis Berlinguet est un biochimiste canadien né le 20 juin 1926 à Trois-Rivières et mort le 21 janvier 2018 à Montréal. Il est surtout reconnu pour sa contribution au développement du système de recherche et d'innovation du Québec, à partir de la Révolution tranquille jusqu'aux années 1990, et aussi, dans une moindre part, pour sa contribution au système de recherche et d'innovation canadien.

## Biographie

### Formation
Louis Berlinguet fait ses études à l'Université de Montréal où il obtient un baccalauréat en chimie en 1947, puis un doctorat en chimie de l'Université Laval en 1950, sous la direction Roger Gaudry. Il effectue des stages post-doctoraux au National Cancer Institute de Bethesda et au Département de chimie de l’Université de Chicago, ainsi qu’en Angleterre, au National Institute for Medical Research. 

### Professeur et chercheur
Après ses études postdoctorales, il revient à l'Université Laval en 1959 comme professeur de chimie organique et de biochimie à la Faculté de médecine. Ses travaux de recherche portent sur la synthèse des acides aminés, la chimie et la biochimie des protéines, et la chimiothérapie du cancer. En 1963, il est nommé directeur du Département de biochimie de la même université. En 1967, la Faculté de médecine en fait son vice-doyen à la recherche, charge dévolue, pour la première fois au Québec, à un non médecin.

### Président et fondateur
Louis Berlinguet quitte l'Université Laval en 1969 pour participer à la création du réseau de l'Université du Québec, dont il devient le premier vice-président à la recherche. Il est ensuite le premier président de l'Institut national de la recherche scientifique (INRS). S'engageant à fond dans la mise sur pied des centres INRS-eau et INRS-Énergie, il joue également un rôle déterminant dans l'intégration de l'Institut Armand-Frappier au réseau de l'Université du Québec.

### Conseiller scientifique
De 1976 à 1980, au gouvernement canadien, Louis Berlinguet assume les fonctions de premier vice-président du Centre de recherches pour le développement international (CRDI). Il devient ensuite conseiller scientifique à l'Ambassade du Canada à Paris (1980-1983) puis, de 1983 à 1985, il est sous-ministre et premier conseiller scientifique du gouvernement canadien à Ottawa. Parallèlement à ces activités, Louis Berlinguet préside le Conseil de la politique scientifique du Québec (de 1975 à 1978) et agit comme conseiller auprès des Nations unies et vice-président du Comité consultatif des Nations unies pour l'application des sciences et de la technologie (1978-1980). Convaincu du rôle de la science et de la technologie pour le développement du tiers-monde (il est un des créateurs du CRDI), il participe aux travaux des comités de l'Agence de coopération culturelle et technique (Paris), il préside le Commonwealth Science Council (Londres) et il siège aux conseils de l'International Foundation for Science (Stockholm), du Bostid (Washington) et du Conseil international des unions scientifiques (Paris).

## Honneurs
- 1969 - Membre de la Société royale du Canada
- 1974 - Officier de l'Ordre du Canada
- 1981 - Prix Acfas Jacques-Rousseau[8]
- 1990 - Officier de l'Ordre national du Québec
- 1995 - Prix Armand-Frappier
- 1996 - Prix Innovation
- Trois doctorats honorifiques : Université du Québec, Université de Sherbrooke et Polytechnique Montréal[7]